# La Cambe
La Cambe is een gemeente in het Franse departement Calvados (regio Normandië) en telt 518 inwoners (1999). De plaats maakt deel uit van het arrondissement Bayeux.

## Geografie
De oppervlakte van La Cambe bedraagt 11,1 km², de bevolkingsdichtheid is 46,7 inwoners per km².
De onderstaande kaart toont de ligging van La Cambe met de belangrijkste infrastructuur en aangrenzende gemeenten.

## Demografie
Onderstaande figuur toont het verloop van het inwonertal (bron: INSEE-tellingen).
Vanwege een beveiligingsprobleem met de MediaWiki Graph-software is het momenteel niet mogelijk deze grafiek weer te geven. Zodra de software is bijgewerkt zal de grafiek vanzelf weer zichtbaar worden.

## Militaire begraafplaats

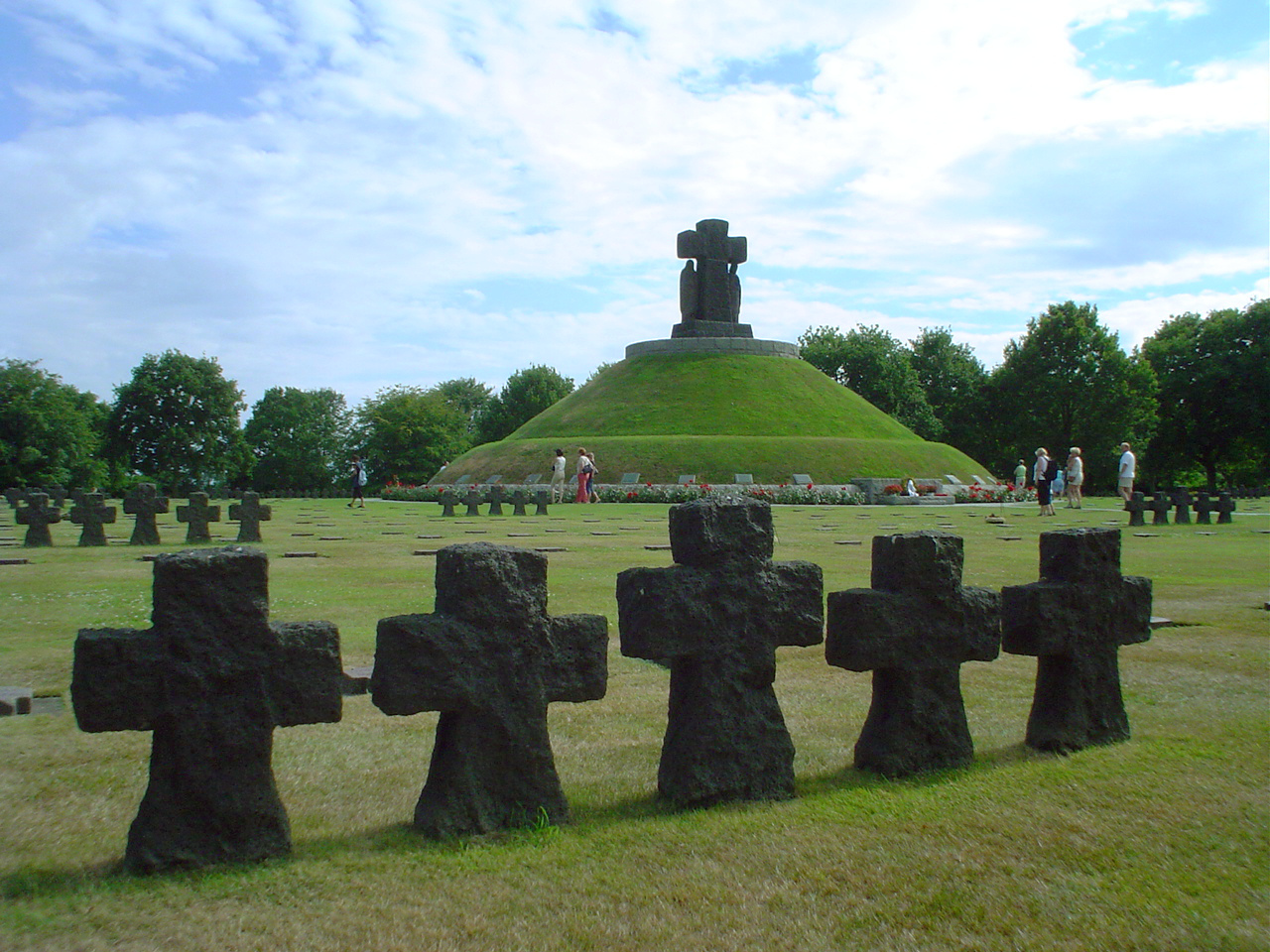
Duitse militaire begraafplaats in La Cambe

In La Cambe bevindt zich een Duits militaire begraafplaats. Hier liggen 21.160 Duitse soldaten die zijn omgekomen in de Tweede Wereldoorlog
1. ↑  Populations de référence 2022.